# Brat Pack (littérature)
Pour les articles homonymes, voir Brat Pack.
L’expression « literary brat pack » [ˈlɪtəɹɛ(ə)ɹi bɹæt pʰæk] désigne un petit sérail d’écrivains apparu dans les années 1980 autour de quelques figures emblématiques de la littérature américaine contemporaine.

## Personnalités
Dans son numéro de septembre/octobre 2005, Pages Magazine considère que le Brat Pack n’est constitué que de quatre auteurs : 
- Bret Easton Ellis (Los Angeles et New York, 1964-) ;
- Jay McInerney (New York, 1955-) ;
- Tama Janowitz (New York, 1957-) ;
- Mark Lindquist (en) (Venice, Californie, 1959-).

L’expression a cependant évolué au fil des années et selon les publications, d’autres écrivains ont pu appartenir à la « bande des morveux littéraires »  :
- Peter Farrelly (1956-),
- Susan Minot (1956-),
- David Leavitt (1961-),
- Jill Eisenstadt (en) (1963-),
- Donna Tartt (1963-).

## Identité
Les membres de ce petit cénacle n'avaient pas grand-chose en commun, hormis le fait que certains se connaissaient bien (Ellis et McInerney sont des amis de longue date), qu’ils étaient jeunes, branchés et que leurs romans faisaient l’objet d’un marketing agressif à l’adresse d’un lectorat plutôt jeune et aisé.
Les références littéraires affichées seraient Raymond Carver (1938-1988), Ann Beattie (1947-), Joan Didion (1934-).

## Postérité
Médiatisé par la presse littéraire et « people » dans les années 1980, à partir d'un article du Village Voice, le Brat Pack littéraire s’est affiché aussi bien dans les gazettes que dans les soirées new-yorkaises mais comme son cousin du cinéma, n’a pas franchi le cap des années 1990, comme le résume Bret Easton Ellis, dans une formule de son roman Lunar Park, « Pure poudre aux yeux, j'étais épuisé par tout ce cirque ».